# اخشام
اخشام (به لاتین: Əxşam) منطقه‌ای مسکونی در جمهوری آذربایجان است که در شهرستان یولاخ واقع شده است.